# Ramin Bahrani
Ramin Bahrani (Winston-Salem, 20 de marzo de 1975) es un director de cine y guionista estadounidense. Bahrani recibió la prestigiosa Beca Guggenheim en 2009. Bahrani también es profesor de cine en la Escuela de Bellas Artes de la Universidad de Columbia.

## Career
Bahrani nació en Winston-Salem, en una familia de hijos inmigrantes iraníes. Su padre, originario de Shiraz, inicialmente le enseñó las obras poéticas de Hafez y le animó a perseguir su pasión por las artes. Se graduó en Bellas Artes en la Universidad de Columbia en Nueva York y estudió cine en Irán y París.
Su debut en el cine fue Un café en cualquier esquina (Man Push Cart), premiada en el Festival Internacional de Cine de Venecia de 2005 y también fue exhibida en el Festival de Cine de Sundance en 2006. El film ganó una decena de premios internacionales y fue nominada a tres candidaturas del Independent Spirit Awards.
El segundo film de Bahrani fue Chop Shop presentada en la Quincena de Realizadores en el Festival Internacional de Cannes de 2007, y fue exhibida también en el Festival Internacional de Cine de Toronto y en el Berlín (2008) antes de recibir una acogida favorable de por la crítica mundial. Bahrani fue galardonador en los premios Someone to Watch Award y Independent Spirit Award. En 2008, fue nominado a la mejor dirección en el Independent Spirit Award.
Goodbye Solo, su tercer film fue presentada en la sección oficial del Mostra de Venecia de 2008 donde ganó el premio de la crítica al mejor película, y posteriormente también fue exhibida en el Festival Internacional de Cine de Toronto. El alrgometrjae fue considerado una obra maestra por nuimerosos críticos, entre ellos Roger Ebert y A. O. Scott del The New York Times.
En 2009, hizo un cortometraje Plastic Bag que cuenta con la voz del cineasta alemán Werner Herzog y una banda sonora original de Kjartan Sveinsson del banda Sigur Rós.  Plastic Bag  se estrenó como la película rn la noche de apertura de Corto Cortissimo del Festival de Cine de Venecia, donde Bahrani también formó parte del jurado de Mejor ópera prima. Más tarde se proyectó en Telluride y The New York Film Festival. En 2012 hizo un video musical de la canción "Eg anda" para el álbum Sigur Ros del artista Valtari.
En 2013, dirigió A cualquier precio con Dennis Quaid, Zac Efron, Heather Graham, Kim Dickens, Clancy Brown y Chelcie Ross como protagonistas. Fue seleccionada para luchar por el León de Oro en la Mostra de Venecia. La cinta, a pesar de contar con una poderosa y notable actuación de Dennis Quaid, recibió críticas tibias y fue un fracaso en taquilla. En su siguiente trabajo, 99 Homes (2015) recibió elogios unánimes y fue nominada a los Globos de Oro.
Su último trabajo hasta el momento en la adaptación de la obra de Ray Bradbury Fahrenheit 451 para HBO, cosechando considerables críticas negativas.

## Filmografía
- Un café en cualquier esquina (Man Push Cart) (2006)
- Chop Shop (2007)
- Goodbye Solo (2008)
- Plastic Bag (2009)
- A cualquier precio (At Any Price) (2013)
- 99 Homes (2015)
- Fahrenheit 451 (2018)
- The White Tiger (2021)

## Premios y distinciones
Festival Internacional de Cine de Venecia
| Año  | Categoría                              | Película     | Resultado |
| ---- | -------------------------------------- | ------------ | --------- |
| 2008 | Premio FIPRESCI (fuera de competición) | Goodbye Solo | Ganador   |
| 2014 | Jurado joven - Mejor película          | 99 Homes     | Ganador   |
| 2014 | Premio SIGNIS - Mención especial       | 99 Homes     | Ganador   |